# Dendropoma tholia
Dendropoma tholia là một loài ốc biển, là động vật thân mềm chân bụng sống ở biển trong họ Dendropoma.

## Phân bố
Loại động vật này được phân bố ở:
- Mozambique
- Nam Phi